# Komórczak

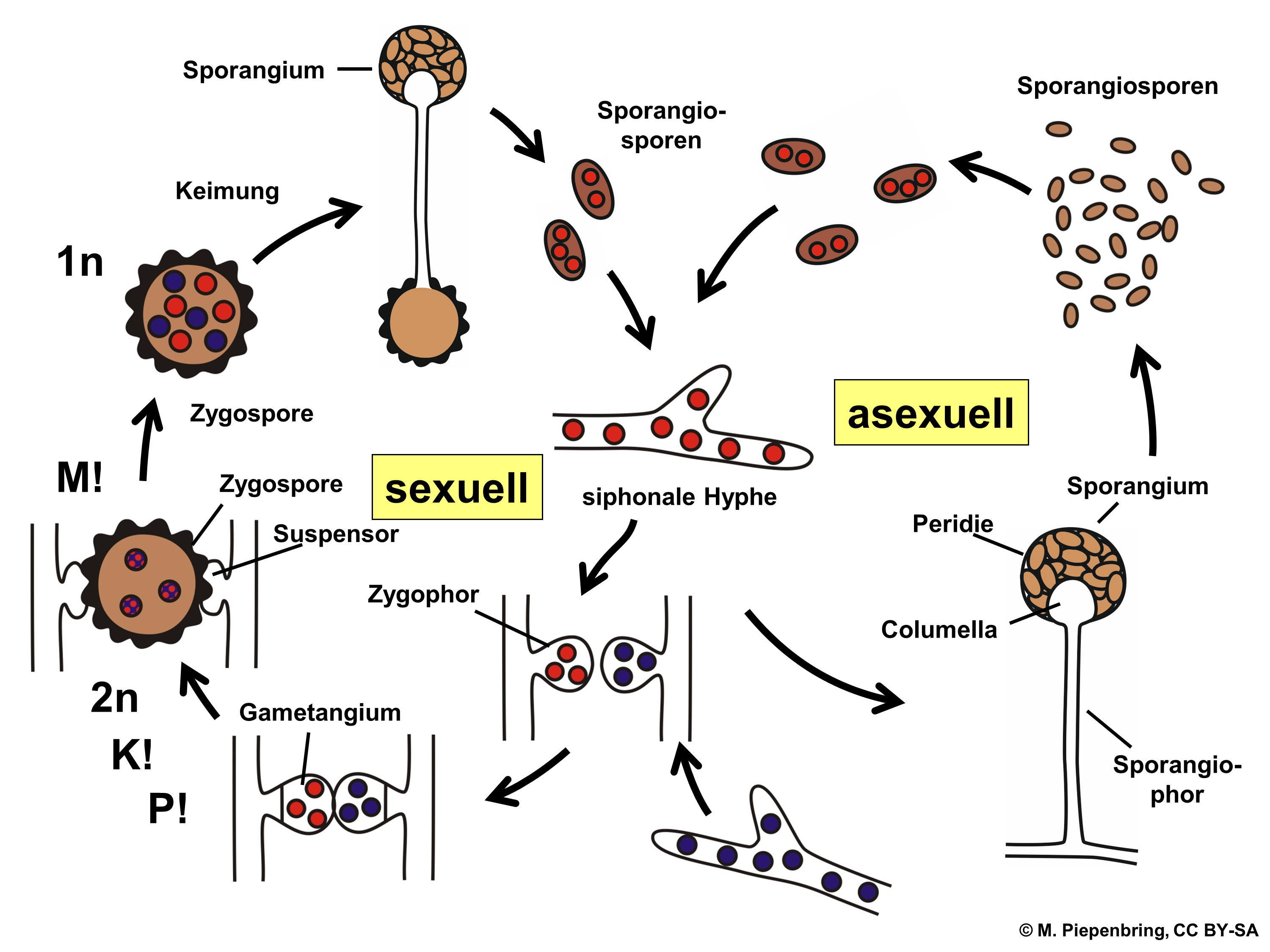
Wielojądrowe komórki pleśniaka białego

Komórczak (także koenocyt lub polienergida) – pojedyncza, zwykle bardzo duża komórka posiadająca wiele jąder komórkowych oraz organizm lub jego część zbudowana z takich komórek. W ten sposób zbudowane jest wiele organizmów, np. niektóre glony z grupy zielenic i grzyby oraz śluzowce, a także niektórzy przedstawiciele pierwotniaków.
Wielojądrowość jest efektem wielokrotnego podziału jądra bez jednoczesnego podziału komórki i cytoplazmy (cenocyt) lub wynikiem złączenia się pojedynczych komórek w jedną (syncytium).